# Thomas Müller (astronome)
Pour les articles homonymes, voir Thomas Müller et Müller.
Thomas Müller est un astronome allemand. Il est connu notamment pour avoir découvert Xiangliu, le satellite du gros transneptunien (225088) Gonggong.